# Дьяков Ігор Вікторович
Ігор Вікторович Дяків (нар. 13 червня 1958, Суми, УРСР) — російський журналіст, публіцист, націоналіст, письменник і поет, громадський діяч. Автор декількох книг, а також безлічі статей і нарисів.

## Біографія
Народився в сім'ї офіцера. Брат солістки групи «Веселі картинки» Світлани Дьякової. У 1980 р. закінчив міжнародне відділення журналістики МДУ.
Працював у газетах «Радянська Росія» і «Аргументи і факти», журналах «Селянка» і «Молода гвардія». Видавав газету «Імперія». Був головним редактором журналу «Мандрівник». На початку 90-х разом з Сергієм Жаріковим створив видавництво «Русское слово». Генеральний директор видавництва «ФЭРИ-В». Видав у 2001 році книгу Костянтина Родзаевского «Заповіт російського фашиста».
У 1995—2004 роках був радником заступника Голови Державної Думи Ст. Ст. Жириновського.
У грудні 2003 року балотувався кандидатом у депутати Державної Думи на Кунцевському одномандатному виборчому окрузі. Також був кандидатом у депутати Мосміськдуми та муніципального зборів Одінцовського району.
У ході виборів Президента РФ в 2012 році є довіреною особою кандидата в Президенти РФ Ст. Ст. Жириновського.
23 вересня 2016 року засуджений Балашихинским міським судом Московської області за п. з ч. 2 ст. 111 КК РФ до 3,5 років колонії загального режиму за поранення ножем жителя Підмосков'я під час сварки 23 вересня 2015 року. 14 лютого 2017 року Московський обласний суд залишив вирок без зміни. 18 жовтня 2017 року Президія Московського обласного суду смягчик покарання до 3 років позбавлення волі.

## Основні праці
- Осень в начале века. — М: Молодая гвардия, 1990. — 142 с. — ISBN 5235016343.[10]
- Третий рейх: взгляд из Хазарии. — М: Русское слово, 1993. — 96 с.[11]
- В поисках кощеевой иглы. — М: Русское слово, 1995. — 60 с.[12]
- Русским. — Улан-Удэ, 1995. — 130 с.[13]
- Прощай, век! Собранная проза и публицистика (1979—1999). — М.: Московский парнас, 1999. — 605 с. — ISBN 5-7330-0053-39 (ошибоч.).[14]
- Мир мал — Россия велика: Заметки рус. путешественника. — М.: ФЭРИ-В, 2001. — 58 с. — ISBN 5-94138-008-9.[15]
- Великая Гражданская война 1941—1945 гг. (автор-составитель)[17]. — М.: ФЭРИ-В, 2002. — 642 с. Книга переиздана в 2008 году (Великая Гражданская война. 1941—1945. М.: Самотека, 2008. — 363 с. — ISBN 978-5-901838-46-4).[16]. Книга перевидана в 2008 році (Велика Громадянська війна. 1941—1945. М.: Самопливу, 2008. — 363 с. — ISBN 978-5-901838-46-4[17]).
- Русские в Аненербе Росіяни в Аненербе
- Лето бородатых пионеров. — М.: Алгоритм, 2011. — 496 с. — ISBN 978-5-4320-0068-2.[18][19]
- Под крылом Жириновского. — М.: Алгоритм, 2011. — 320 с. — ISBN 978-5-4320-0070-5.[20]